# Newcomer
Newcomer är en kulle i Antarktis. Den ligger i Sydshetlandsöarna. Argentina, Chile och Storbritannien gör anspråk på området. Toppen på Newcomer är 275 meter över havet.
Terrängen runt Newcomer är huvudsakligen kuperad, men söderut är den platt. En vik av havet är nära Newcomer söderut. Trakten är glest befolkad. Närmaste befolkade plats är Commandante Ferraz Station, 16,5 km väster om Newcomer. 